# Стрельников, Виктор Кузьмич
Ви́ктор Кузьми́ч Стре́льников (14 октября 1924, с. Леонтьевка, Чимкентский уезд, Сырдарьинская область, Туркестанская АССР, СССР — до 1985, ?) — водитель горно-химического комбината «Каратау» (Джамбулская область КазССР), министерства химической промышленности СССР, Герой Социалистического Труда (1971).

## Биография
Родился 14 октября 1924 года к селе Леонтьевка Чимкентского уезда Сыр-Дарьинской области Туркестанской АССР (ныне — село Жарыкбас Байдибекского района Туркестанской области Казахстана) в семье работников колхоза «Красная нива» Чаяновского района Южно-Казахстанской области (отец Кузьма Максимович — председатель, мать Александра Дементьевна — рабочая). По национальности украинец.
В 1939 году окончил 7 классов неполной средней школы и трудоустроился в колхоз «Красная нива».
В марте 1942 года призван на фронт Великой Отечественной войны, окончив пехотное училище, направлен на передовую в звании сержанта. Воевал на Калининском, Ленинградском, 1-м, 2-м, 3-м Прибалтийских фронтах. Изначально служил в пехоте, после ранения и семимесячного лечился в госпиталях — начальником направления 117-го отдельного батальона связи 56-й гвардейской стрелковой Смоленской Краснознамённой дивизии, гвардии старший сержант. Награждён орденом Красной Звезды. После окончания войны продолжил службу. В 1946 году вступил в ВКП(б).
Вернувшись в родной колхоз после демобилизации в 1947 году, работал молотобойцем. В феврале 1948 года трудоустроился электромонтёром связи дизельной электростанции Байжансайского рудоуправления в рабочем посёлке Байжансай Чаяновского (с 1964 года — Алгабасского, с 1996 — Байдибекского) района Южно-Казахстанской (в 1962—1992 годах — Чимкентской) области Казахской ССР.
В мае 1950 года назначен водителем на автобазу Байжансайского рудоуправления, водил большегрузный карьерный автосамосвал МАЗ-205А. В 1959 году переехал в Джамбулскую область (ныне — Жамбылская область Казахстана), в посёлок Чулактау (с 1963 года — город Каратау). С июня 1959 года — шофёр 3-го класса на самосвале ЯАЗ-222 Каратауского горно-химического комбината на руднике «Аксай». В 1962 году стал шофёром 1-го класса, в 1965 году стал водить МАЗ-205А, в 1967 — ЗИЛ-164.
Постоянно перевыполнял план, выполняя его на: в 1966 году — 120, в 1967 году — 122, в 1968 году — 114, в 1970 году — 115 процентов. Удостоен звания «Ударник коммунистического труда», его имя занесено в Книгу почёта ордена Ленива производственного объединения «Каратау» (1971).
Указом Президиума Верховного Совета СССР от 20 апреля 1971 года «за выдающиеся успехи в выполнении заданий пятнлетнего плана, внедрение передовых методов труда и достижение высоких технических и производственных показателей» удостоен звания Героя Социалистического Труда с вручением ордена Ленина и золотой медали «Серп и Молот».
В 1973 году перешёл на самосвал БелАЗ-540А, в следующем году награждён знаком «Победитель социалистического соревнования 1973 года».
Избирался депутатом Каратауского городского Совета депутатов трудящихся (1964—1972), Коктальского поселкового Совета депутатов трудящихся (с 1972 года), председателем профкома автотранспортного цеха.
Жил в посёлке Коктал (города Каратау) Джамбулской области. Дата смерти не установлена (не позже 1985 года).
Награждён орденами Ленина (20.04.1971), Красной Звезды (03.01.1945), медалями.

## Семья
Жена — Нина Яковлевна Стрельникова, дети — сын и дочь.